# Mieneke van der Velden
Pour les articles homonymes, voir Van der Velden.
Mieneke van der Velden, née en 1962 à La Haye, est une virtuose néerlandaise spécialiste du répertoire français pour la viole de gambe.

## Biographie
Gambiste remarquée de l'Europe du Nord, elle est soliste dans des ensembles tels que L’Amsterdam Baroque Orchestra (Ton Koopman), le Concerto Vocale (René Jacobs), le Collegium Vocale (Philippe Herreweghe), les Talens Lyriques (Christophe Rousset), la Société Bach des Pays-Bas (Jos van Veldhoven), ou Cantus Cölln (Konrad Junghänel).
Son répertoire s'étend de la musique française pour viole de gambe - des compositeurs Marin Marais, François Couperin, Louis Couperin, notamment – aux arias de J.S. Bach, ainsi que la transcription de certaines suites pour violoncelle, en passant par les pièces anglaises du XVIIe siècle et un répertoire contemporain relativement restreint par la force des choses.
Mieneke van der Velden est professeur de viole de gambe au Conservatoire d'Amsterdam et au Conservatoire royal de La Haye, où elle a fondé une tradition de consort avec les classes de flûte à bec, de luth et de chant.

## Discographie
- Da Gamba - un volume d'œuvres de Bach pour viole, avec L'Armonia Sonora, Ramée
- De Profundia - cantates sacrées allemandes, vol. 1, avec Peter Kooy, Ramée
- Harmoniae Sacrae - cantates sacrées allemandes, vol. 2, avec Hana Blažíková et Peter Kooy, Ramée